# Papp Annamária (újságíró)
Papp Annamária (Kolozsvár. 1975. december 4. –) erdélyi magyar újságíró, történész, szerkesztő. A Kolozsváron megjelenő Szabadság című napilap politikai rovatának vezetője, a Gulag- és Gupvikutatók Nemzetközi Társaságának tagja, a kolozsvári Historikus Egyesület alapítója, a második világháborús fogság kutatója.

## Életpályája
Középiskolai tanulmányait a kolozsvári református kollégiumban végezte (1990–1994). A kolozsvári Babeș–Bolyai Tudományegyetemen újságírás (1998) és történelem (2002) szakot végzett. 1994-től a Szabadság napilap újságírója, 1998-tól szerkesztője. Budapesten újságírói gyakorlaton, Münchenben  továbbképzésen vett részt. Több, második világháborúval foglalkozó könyv szerzője vagy társszerzője.

## Munkássága
Újságírói és szerkesztői tevékenysége mellett kutatással is foglalkozik. Kutatási területei:
- a második világháborút követő időszak történései (hadifogság, civilek internálása, málenkij robot),
- az 1956-os magyar forradalom és szabadságharc erdélyi vonatkozásai,
- az 1944. június 2-i kolozsvári amerikai bombatámadás.

Ezekben a témákban több tanulmánya és könyve jelent meg.

## Könyvei
- Papp Annamária: Szögesdrót, Háromszék Lap- és Könyvkiadó, Sepsiszentgyörgy, 2002, ISBN 9739891497
- Benkő Levente – Papp Annamária: Fogolysors a második világháborúban I-II. Pallas Akadémia Kiadó, Csíkszereda, 2007, ISBN 9789736651922
- Elindultam Kolozsvárról, megérkeztem Clujra, Fülöp Sándor visszaemlékezése, Pallas Akadémia Könyvkiadó, Csíkszereda, 2010
- Asztalos Lajos – Papp Annamária: 1944. június 2. Kolozsvár bombázása, Exit Kiadó, Kolozsvár, 2014, ISBN 9789737803108
- Benkő Levente – Papp Annamária – Vig Emese: Erdélyi srácok, Exit Kiadó, Kolozsvár, 2018, ISBN 9789737803832
- Papp Annamária – Rohonyi D. Iván: Megsebzett Kolozsvár - A Fotofilm műhely fényképalbuma az 1944. június 2-ai amerikai bombázásról, Exit Kiadó, 2019, ISBN 9786069091067, román fordításban: Clujul rănit. Album cu fotografii realizate de sudioul Fotofilm, despre bombardamentul asupra Clujului din 2 iunie 1944 (ford.: Benkő Levente), Editura Exit, Cluj-Napoca, 2021.

## Elismerései
- Penna-díj, 1999[1]
- Méray-díj, 2004[2]

## Családja
2004-től Benkő Levente felesége, egy lányuk van, Boróka. A Kolozsvár melletti Magyarvistán laknak.